# Масний Максим Едуардович
Макси́м Едуа́рдович Масний (нар. 11 червня 1991) — український військовослужбовець, полковник Національної гвардії України, учасник російсько-української війни. Командир 22-ої окремої бригади з охорони дипломатичних представництв і консульських установ іноземних держав «Київська Русь» НГУ.

## Життєпис
На військовій службі з 2007 р. У 2011 р. закінчив Академію ВВ МВС України, 2021 р. — магістратуру Національної академії НГУ.
З 2014 р. виконував завдання з ліквідації НЗФ та ДРГ, брав участь в бойових операціях ССО в зоні проведення АТО/ООС. З початку широкомасштабного російського вторгнення виконував бойові завдання на посаді командира БТГр.
Проходив службу від командира взводу до заступника командира бригади Гвардії наступу.
З жовтня 2023 р. — командир 22 окремої бригади «Київська Русь».

## Галерея

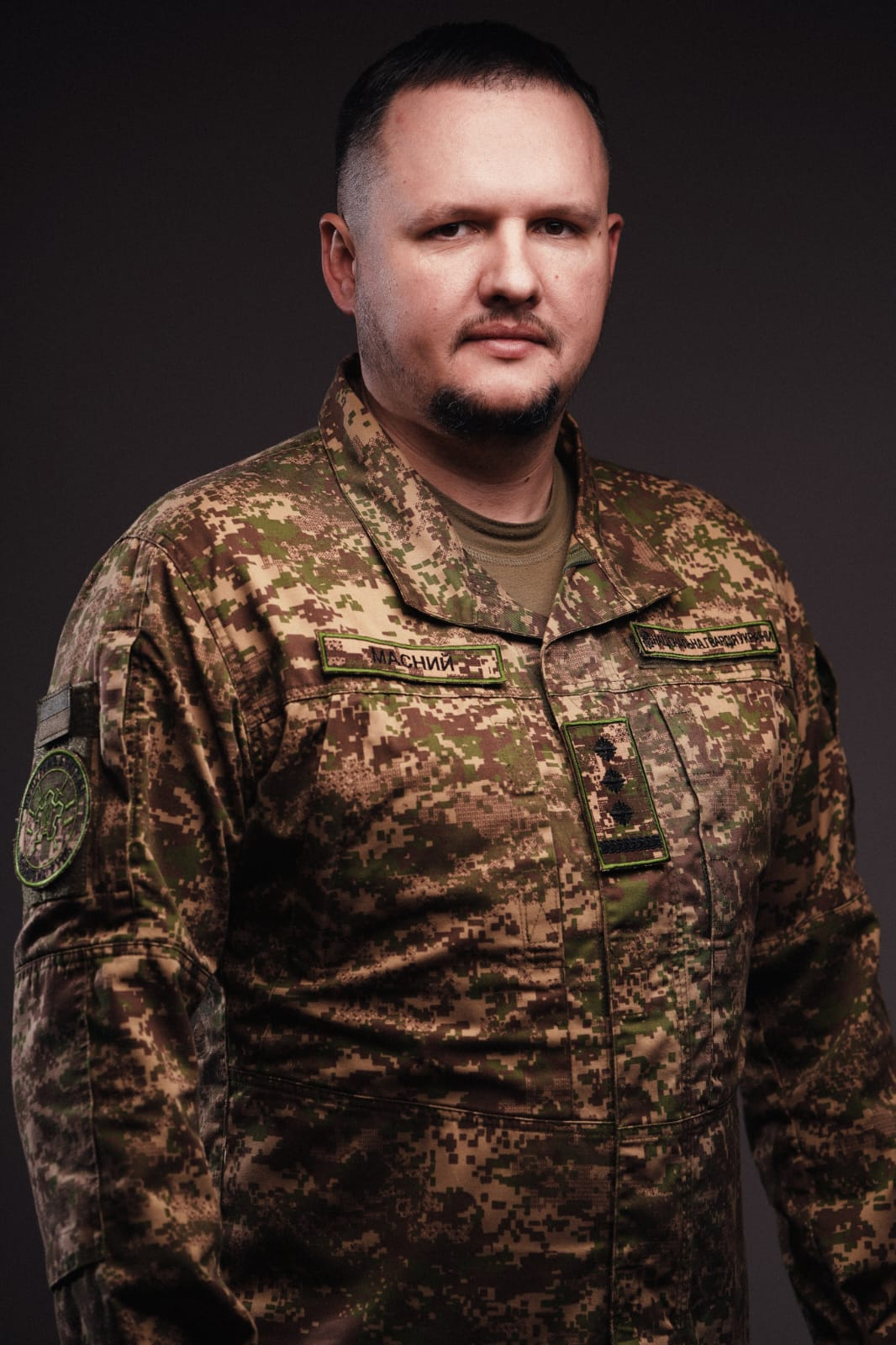
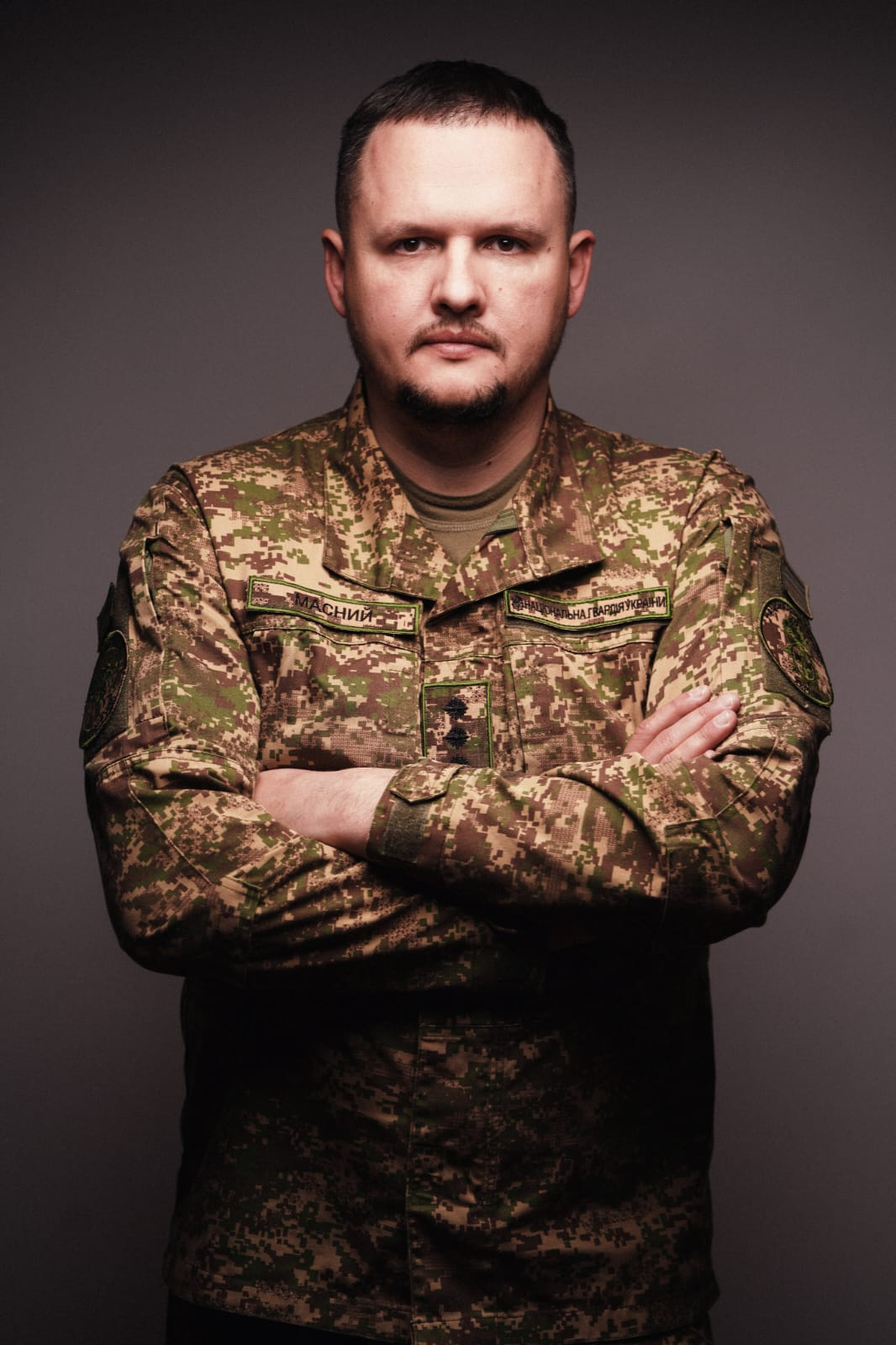
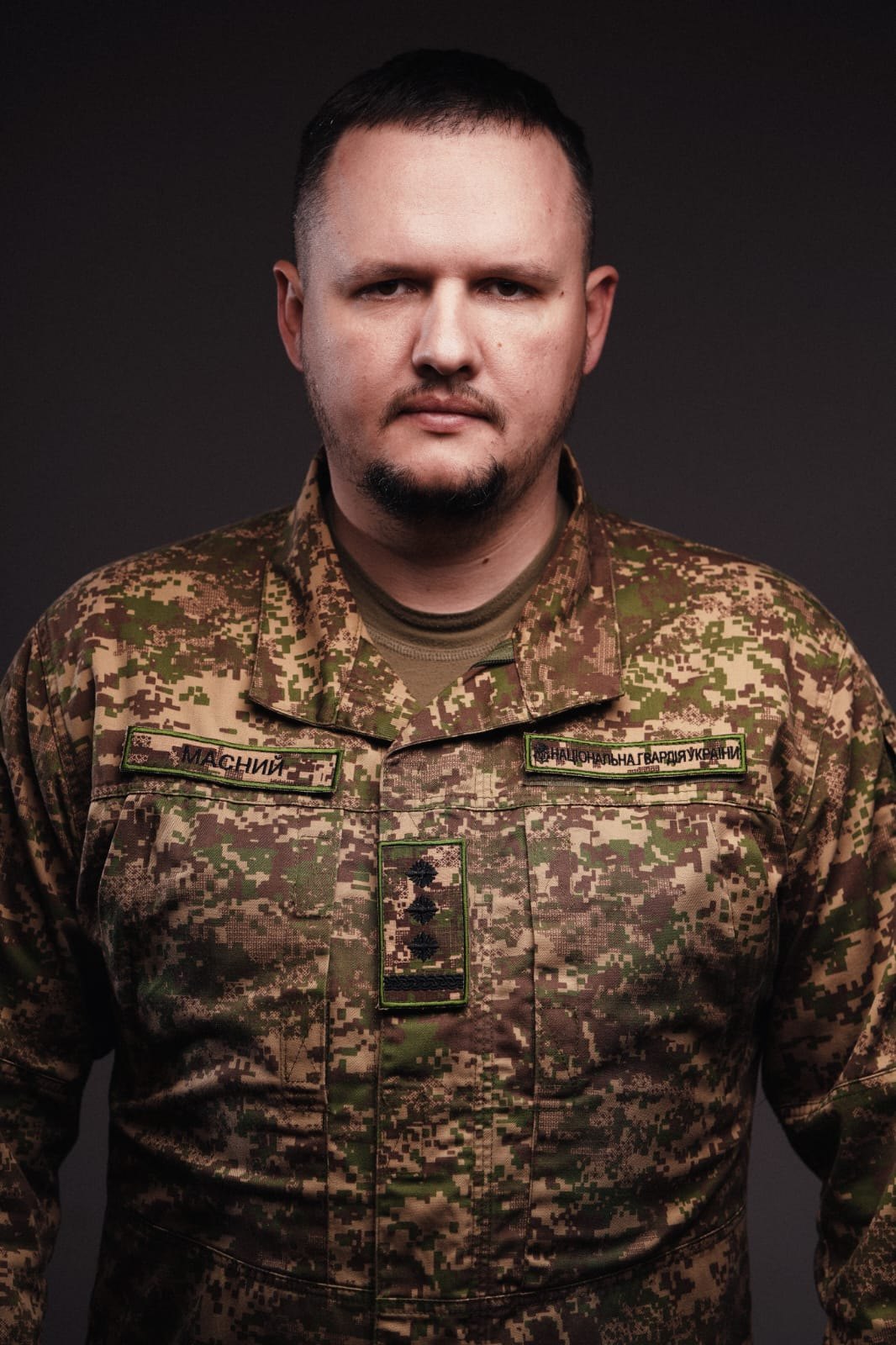

## Нагороди
- Грамота Верховної ради України (2015 р.)
- Відомча відзнака МВС «ЗА ВІДВАГУ В СЛУЖБІ» (2016 р.)
- Відзнака Президента (2016 р.)
- Нагородна зброя (2017 р.)
- Орден Богдана Хмельницького 3 ступеня (2022 р.)

## Військові звання
Полковник.